# Quadrângulo de Elysium

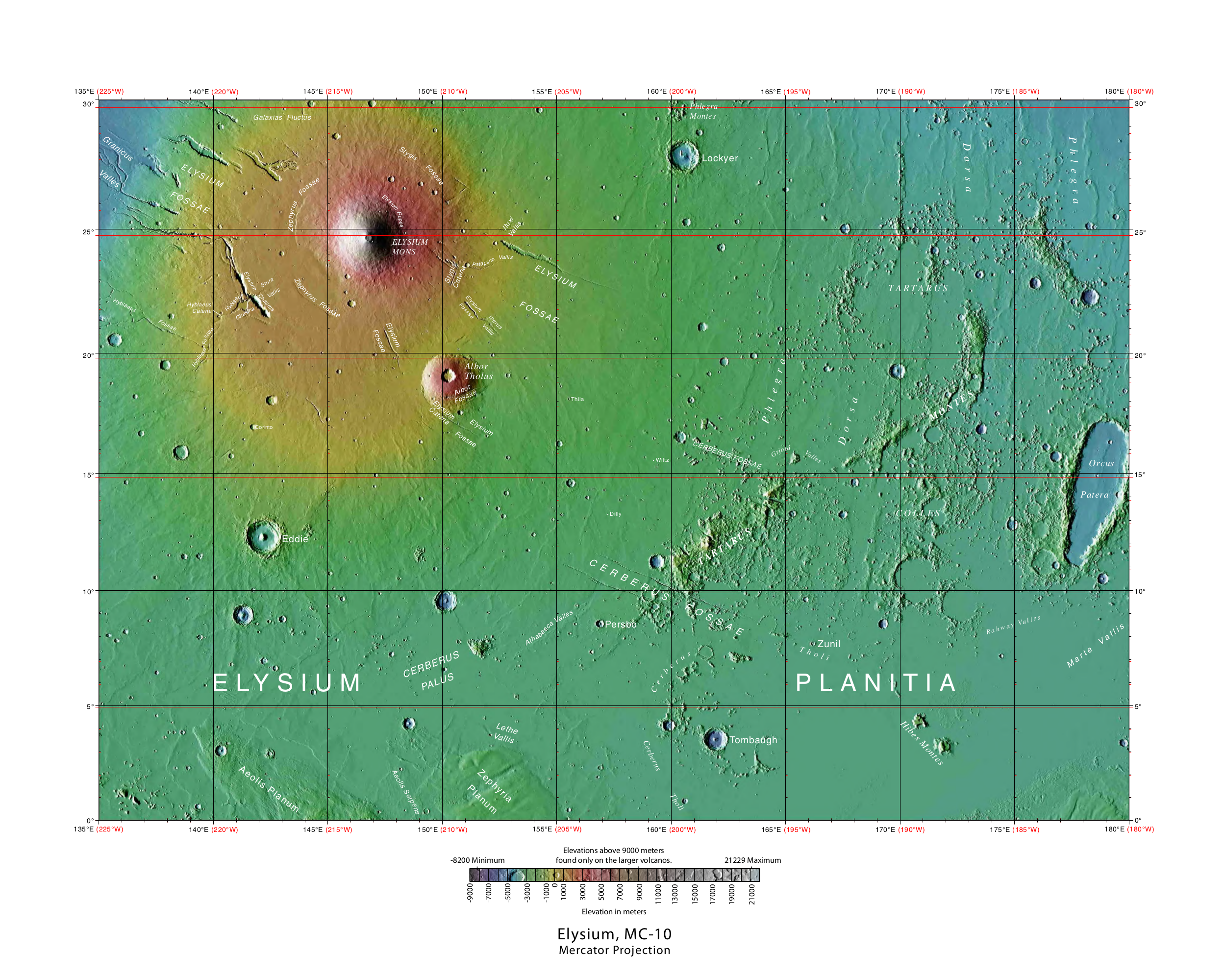
Quadrângulo de Elysium

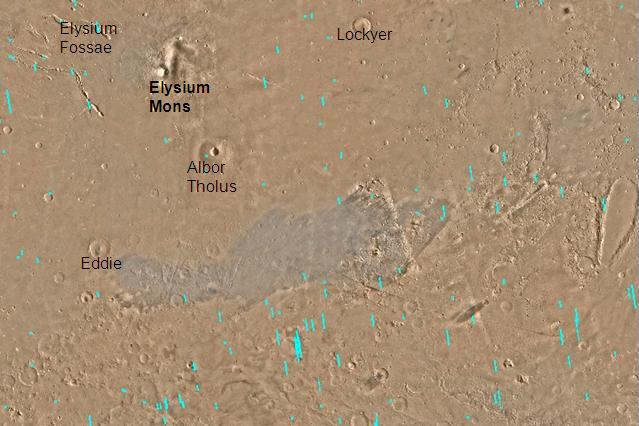
Mapa do quadrângulo de Elysium. Elysium Mons e Albor Tholus são grandes vulcões na região.

O quadrângulo de Elysium é um de uma série de 30 quadrângulos em Marte estabelecidos pelo Programa de Pesquisa de Astrogeologia do Serviço Geológico dos Estados Unidos (USGS em inglês). Também pode-se referir ao quadrângulo de Elysium como MC-15 (Mars Chart-15).
O quadrângulo de Elysium cobre uma área que vai das longitudes 180° a 225° oeste às latitudes 0º a 30° norte em Marte.

## Vulcões
O quadrângulo de Elysium abriga os vulcões Elysium Mons e Albor Tholus. Muito dessa região é coberto por fluxo de lava, alguns podem até mesmo ser observados se aproximando, até parar após atingir um terreno mais elevado.  (Veja as imagens abaixo para exemplos). Às vezes quando a lava flui o topo se resfria rapidamente em uma crosta sólida. No entanto, a lava abaixo muitas vezes continua a fluir, esta ação rompe a camada superior fazendo o terreno bem acidentado.  Esse fluxo áspero é chamado aa.
Uma pesquisa, publicada em janeiro de 2010, descreveu a descoberta de um vasto fluxo de lava, do tamanho do estado americano do Oregon, que "ocorreu de maneira turbulenta em um espaço de tempo de várias semanas, no máximo."  Esse fluxo, próximo a Athabasca Valles, é o fluxo de lava mais recente em Marte. Supõe-se que este tenha ocorrido no período Amazoniano tardio.

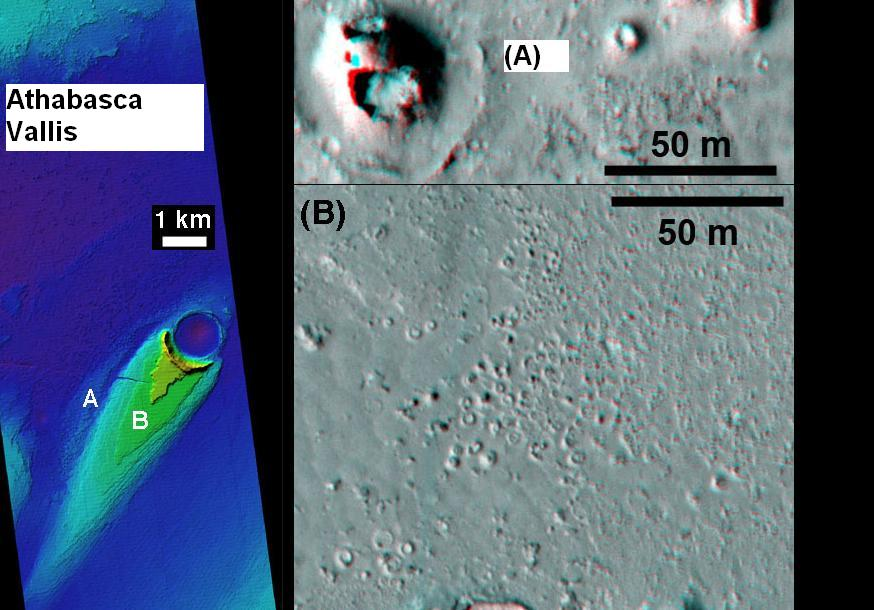
Cones em Athabasca Valles, visto pela HiRISE. Cones se formam a partir da interação da lava com o gelo. Cones maiores no canto superior da imagem foram produzidos quando a água forçou sua passagem através da camada espessa de lava. A diferença entre a elevação mais alta (vermelha) e a mais baixa (azul escuro) é de 170 m.
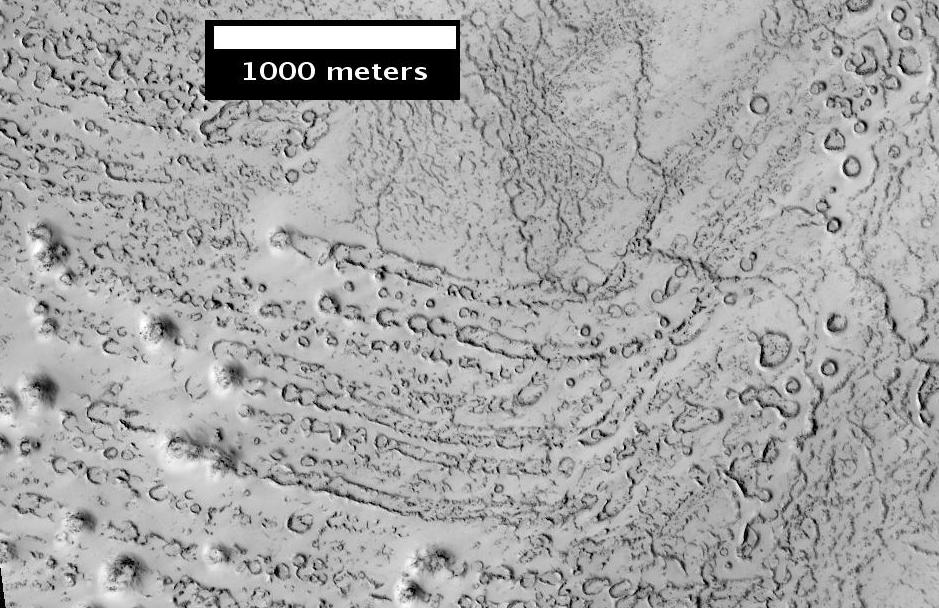
Cones sem fundação, vistos pela HiRISE.  As cadeias de anéis são interpretadas como tendo sido casadas pela crosta se movendo sobre uma fonte de vapor. O vapor foi produzido pela lava interagindo com gelo.

## Camadas
Elysium Fossae contém camadas, também chamadas extratos. Muitos locais em Marte exibem rochas dispostas em camadas. Às vezes as camadas possuem diferentes cores. Rochas em tom claro em Marte têm sido associadas a minerais hidratados como sulfatos. O Mars Rover Opportunity examinou tais camadas com vários instrumentos. Algumas camadas são feitas provavelmente de finas partículas pois elas parecem se desintegrar em poeira fina. Outras camadas se quebram em penedos sendo provavelmente muito mais rígidas. Especula-se que o basalto, uma rocha vulcânica penetre nas camadas que formam os penedos.  O basalto tem sido identificado em vários locais em Marte. Instrumentos em sondas espaciais orbitantes detectaram argila (também chamados filossilicatos) em algumas camadas. Cientistas estão ansiosos com a descoberta de minerais hidratados como sulfatos e minerais argilosos em Marte porque estes geralmente se formam na presença de água.  Lugares em que se encontra argila e/ou outros minerais hidratados seriam bons lugares para a procura de evidência de vida.
A rocha pode formar camadas em várias maneiras diferentes. Vulcões, vento e água podem produzir camadas.

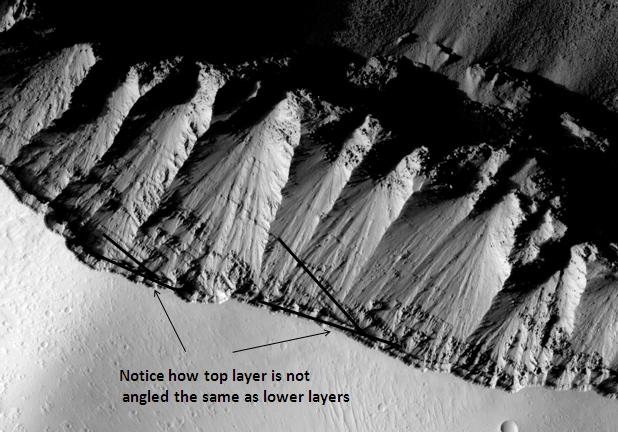
Inconformidade angular em Cerberus Fossae, visto pela HiRISE. Clique na imagem para ver os ângulos das camadas.
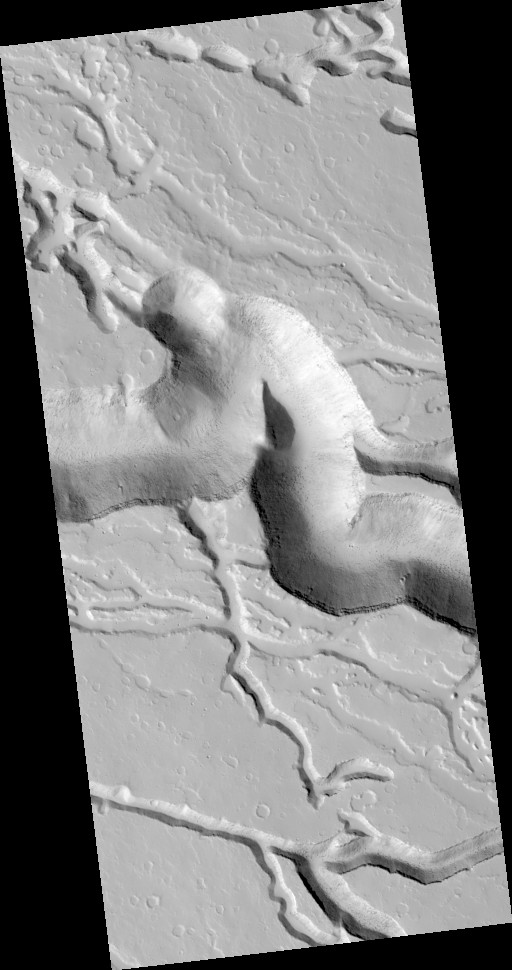
Vista ampla de Iberus Vallis.
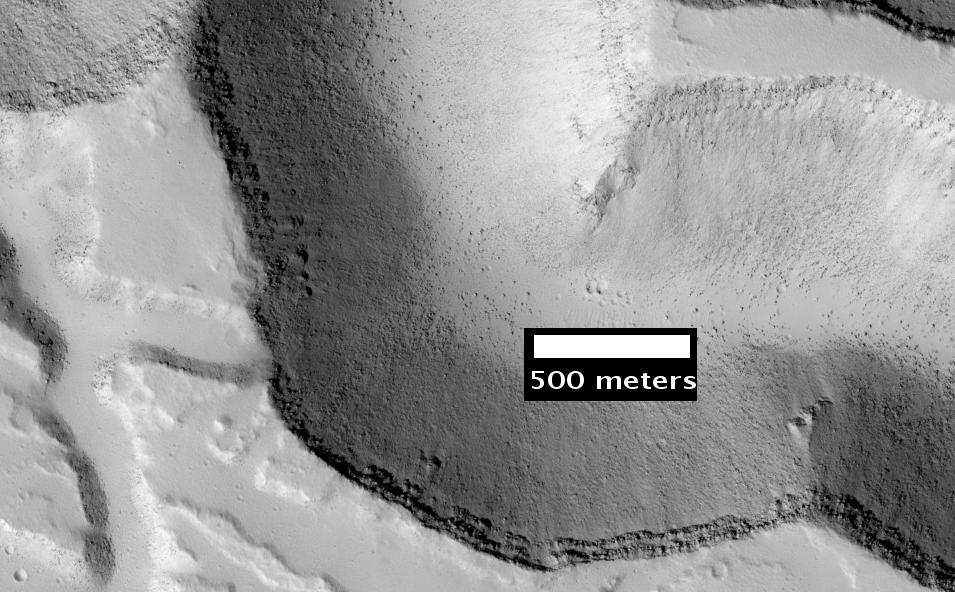
Detlhe do centro da imagem anterior, visto pela HiRISE.

## Fossa/crateras de buraco
O quadrângulo de Elysium abriga grandes fraturas (depressões extensas e estreitas) chamadas fossae na linguagem geográfica utilizada para Marte. O termo é derivado do latim, assim fossa é singular e fossae é plural. As fossas se formam quando a superfície é estirada até seu rompimento. Esse estiramento pode ser devido ao peso excessivo de um vulcão próximo. Fossae/crateras de buraco são comuns próximos a vulcões no complexo vulcânico de Tharsis e Elysium.   Uma fenda muitas vezes possui duas quebras com a sessão intermediária se movendo para baixo, deixando escarpas íngremes nos lados; uma fenda deste tipo é chamada um graben.  O lago George, no norte do estado de New York, é um lago que se situa sobre um graben. Crateras de buraco se formam quando um vazio é produzido pelo rompimento da superfície causado pelo estiramento. Crateras de buraco não possuem bordas ou ejecta ao seu redor, tal como crateras de impacto. Estudos descobriram que em Marte uma falha pode ter uma profundidade de até 5 km, isto é, a rachadura na rocha pode atingir até 5 km.Além do mais, a rachadura ou falha às vezes se alarga ou dilata. Esse alargamento faz com que um grande vazio se forme. Quando material desliza para dentro da fenda, uma cratera de buraco ou cadeia de crateras de buraco se forma. Em Marte, crateras de buraco individuais muitas vezes mergem formando cadeias ou até mesmo formando sulcos muitas vezes fracionados.  Crateras de buraco não são comuns na Terra. Dolinas, onde o chão desaba deixando um buraco (às vezes no meio de uma cidade) lembram crateras de buraco em Marte. No entanto, na Terra esses buracos são causados por rochas arenosas sendo dissolvidas causando como consequência um buraco no solo. As imagens abaixo de Cerberus Fossae, Elysium Fossae e outras trincheiras, vistas pela HiRISE são exemplos de fossa.
Conhecimento da localização e dos mecanismos de formação das crateras de buraco e fossae são importantes para a futura colonização de Marte porque elas podem ser reservatórios de água.

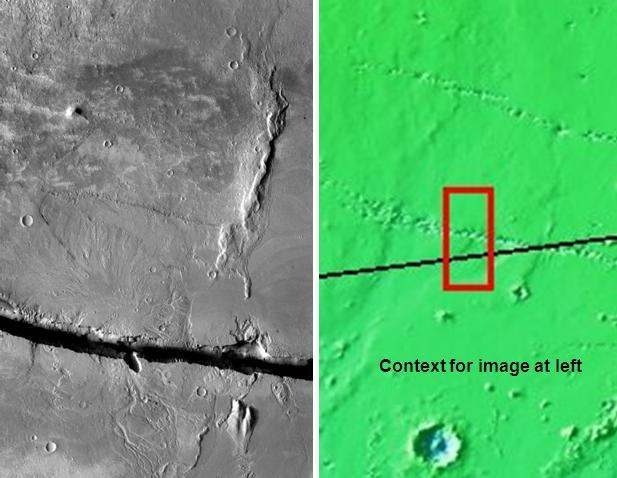
Cerberus Fossae, visto pela THEMIS.
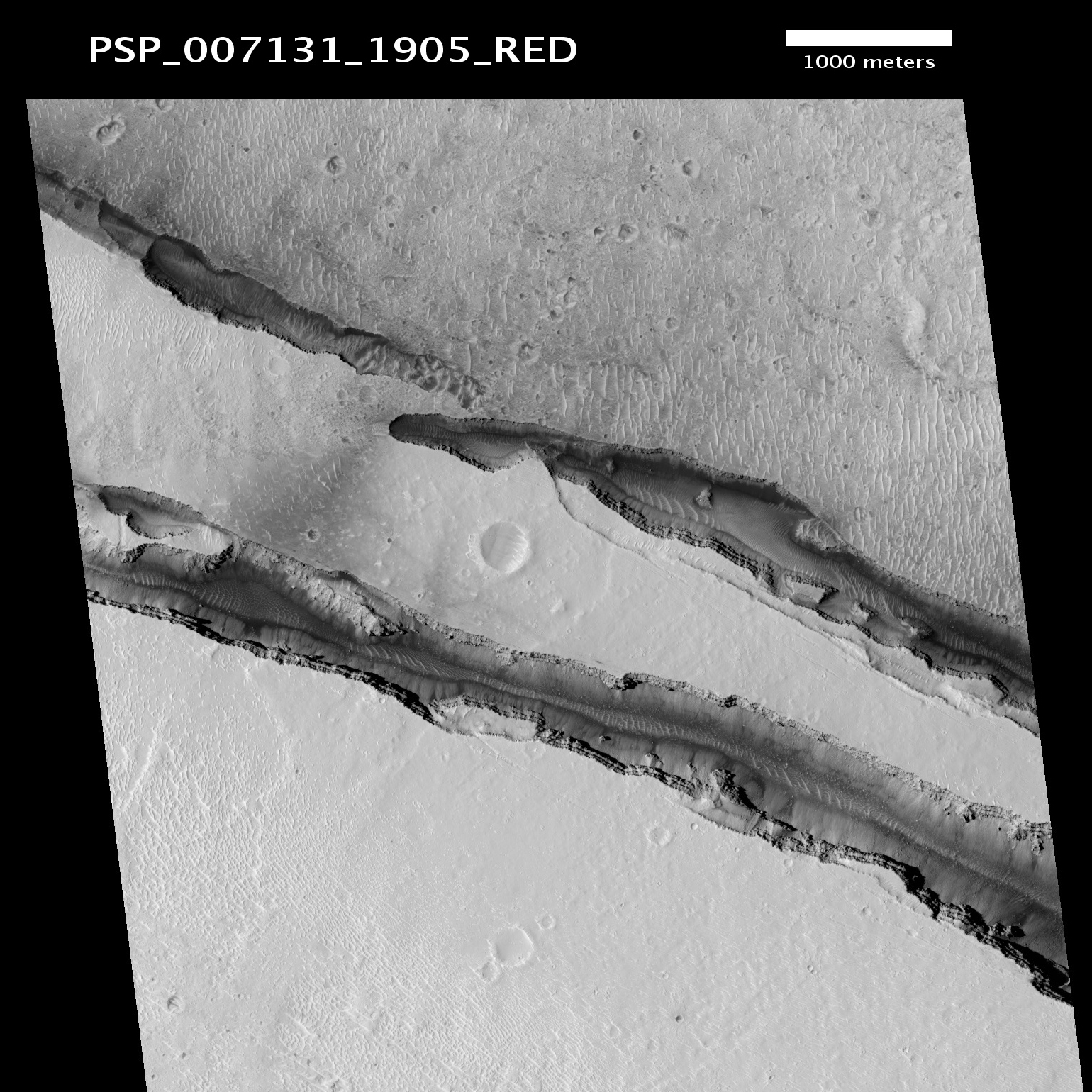
Cerberus Fossae, visto pela HiRISE.
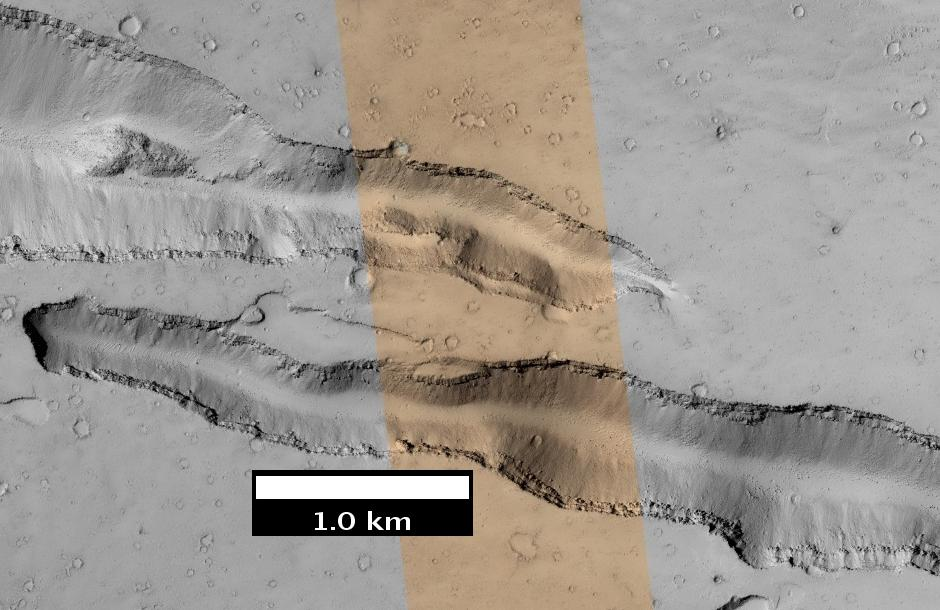
Fossas a leste de Albor Tholus, visto pela HiRISE sob o programa HiWish.
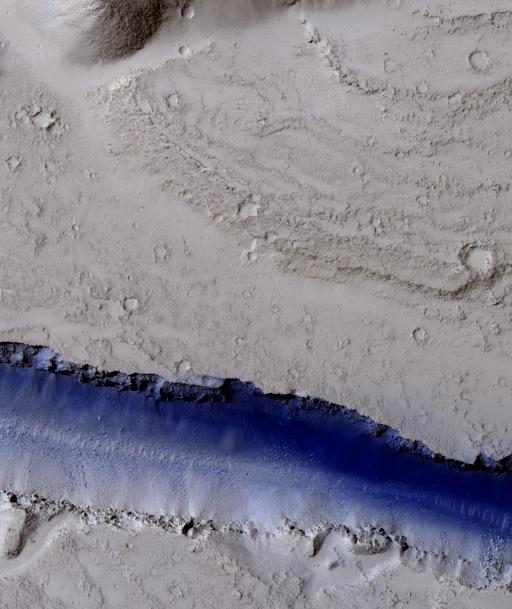
Porção de uma trincheira (Fossae) em Elysium Planitia, visto pela HiRISE sob o programa HiWish. O azul indica provavelmente congelamento sazonal.

## Metano
Metano foi detectado em três áreas em Marte; uma delas é o quadrângulo de Elysium. É uma perspectiva excitante pois uma possível fonte de metano seria o metabolismo de uma bactéria.  No entanto, um estudo recente indica que para se chegar um resultado que confira com as observações do metano, deve haver algo que destrói o gás rapidamente, de outra maneira ele se espalharia por toda a atmosfera ao invés de se concentrar em uma determinada região. Deve haver algo no solo que oxida o gás antes que este tenha alguma chance de escapar. Se isso for comprovado, a mesma substância química destruiria compostos orgânicos, dificultando muito a existência de vida em Marte.

## Crateras

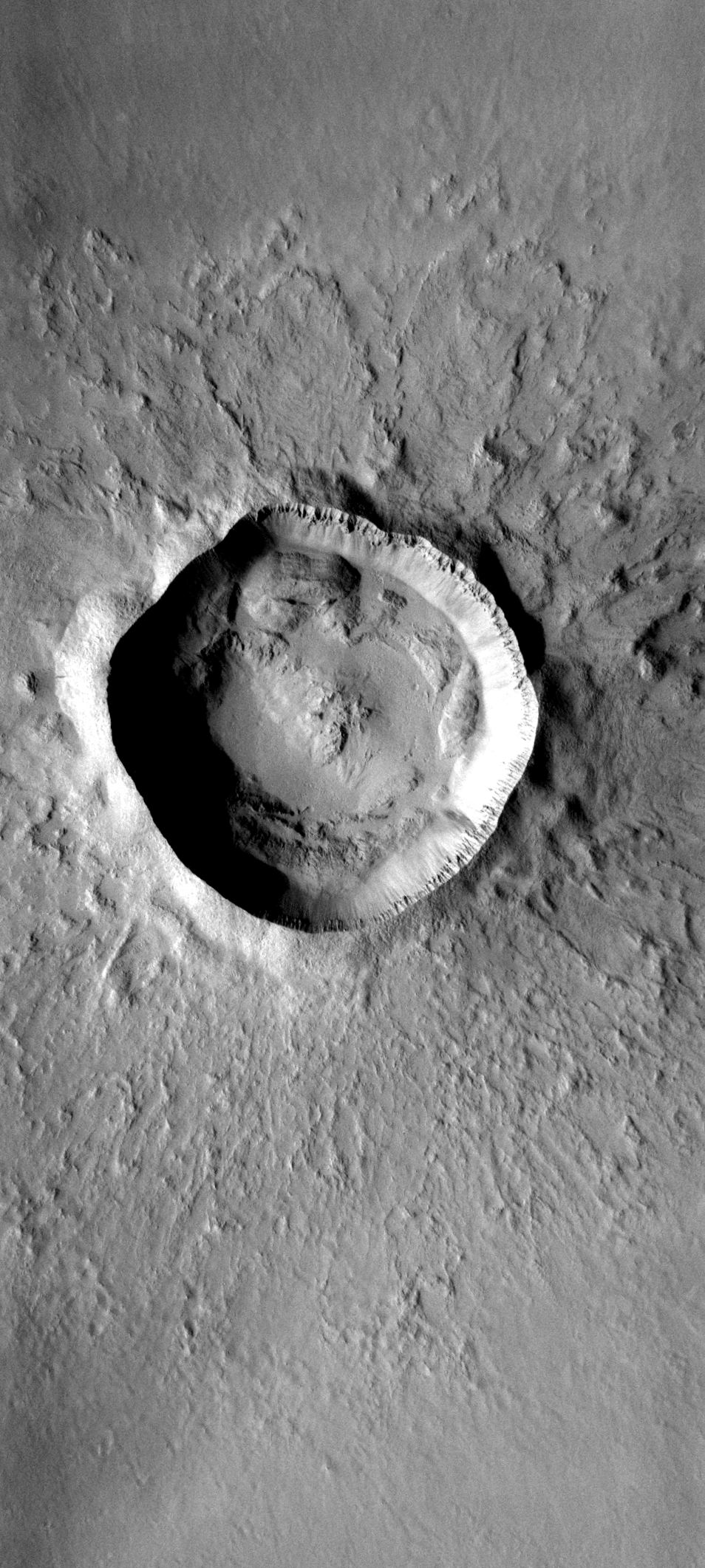
Zunil, um crater de 10 km de diâmetro nos Planícies de Cerberus, criou milhares de crateras secundárias que podem se estender por até 1.600 km. Essas crateras secundárias, associadas a impactos de alta velocidade, são mais abundantes que crateras primárias em pequenas dimensões, questionando os modelos tradicionais de datação de superfícies marcianas. As descobertas sugerem que muitos terrenos jovens em Marte podem ter idades superiores às previamente estimadas, devido à predominância de crateras secundárias sobre primárias em pequenos tamanhos. O estudo também implica na necessidade de reavaliar a atividade recente de processos geológicos e climáticos no planeta.

Crateras de impacto geralmente possuem uma borda com ejecta ao redor, em contraste crateras vulcânicas não possuem bordas ou depósitos de ejecta. À medida que as crateras ficam mais largas (maior que 10 km em diâmetro) elas geralmente passam a ter um pico central. O pico costuma ser formado pelo recuo do solo da cratera seguindo o impacto. Às vezes as crateras exibirão camadas. As crateras tem o potencial de expor o que se oculta por baixo do solo.

## Vallis no quadrângulo de Elysium
Alguns dos vales no quadrângulo de Elysium parecem ter sua origem em grabens.  Granicus Vallis e Tinjar Vallis começam em um graben que se localiza pouco a oeste de Elysium Mons. Algumas observações sugerem que eles podem ter sido a localização de lahars (fluxos de lama). O graben pode ter sido formado devido a diques vulcânicos. O calor dos diques teriam derretido uma grande quantidade de gelo.   Dois vales, Hephaestus Fossae e Hebrus Valles, possuem seções que se unem em uma ramificação nos ângulos superiores. 
Talvez o mais jovem canal de fluxo de Marte seja o Athabasca Valles. Ele se localiza a 997,8 quilômetros a sudoeste do grande vulcão Elysium Mons. O Athabasca se formou a partir da água que se rompeu de Cerberus Fossae, um conjunto de fendas e fissuras no solo. É mais provável que Cerberus Fossae tenha se formado devido ao estresse na crosta causado pelo peso de ambos os vulcões Elysium Mons e Tharsis. Evidências atuais sugerem que as inundações de Cerberus provavelmente ocorreram em vários estágios.  Próximo aos inícios destes canais (Cerberus Fossae), o sistema é chamado Athabasca Valles, a sul e a oeste é chamado Marte Vallis. O nível dos fluxos em Marte Vallis tem sido estimado a aproximadamente 100 vezes superior ao do Rio Mississippi. Eventualmente, o sistema parece terminar nas planícies de Amazonis Planitia.

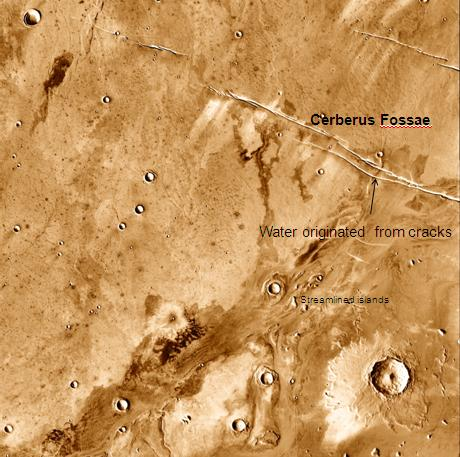
Athabasca Valles exibindo a fonte de sua água, Cerberus Fossae. Note as ilhas nas linhas da correnteza exibindo a direção do fluxo para o sul.
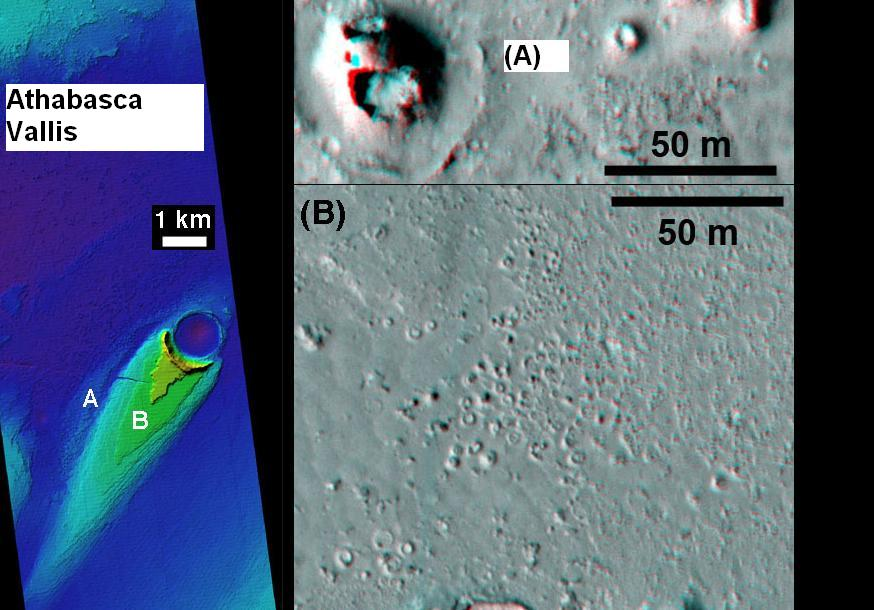
Cones em Athabasca Valles, visto pela HiRISE. Cones se formam a partir da interação da lava com o gelo. Cones maiores no canto superior da imagem foram produzidos quando a água forçou sua passagem através da camada espessa de lava. A diferença entre a elevação mais alta (vermelha) e a mais baixa (azul escuro) é de 170 m.
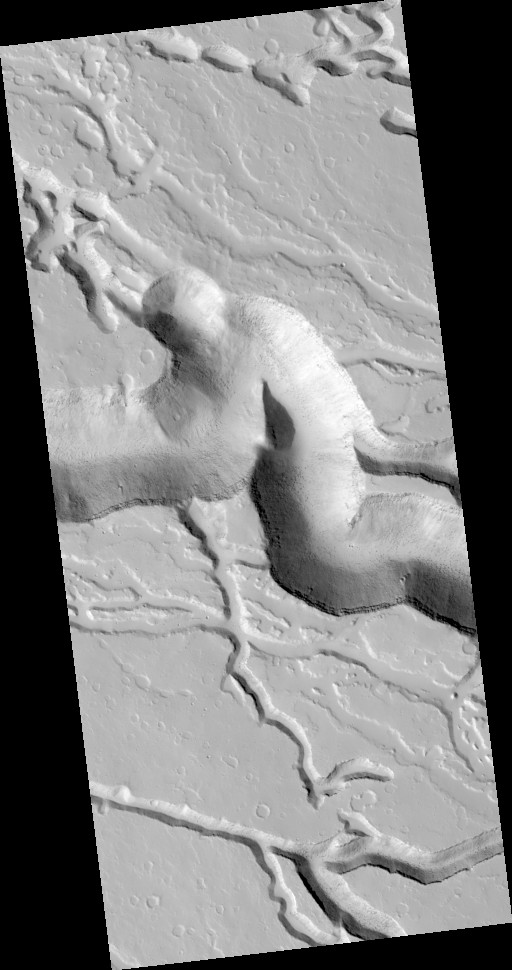
Vista ampla de Iberus Vallis, capturado pela HiRISE.
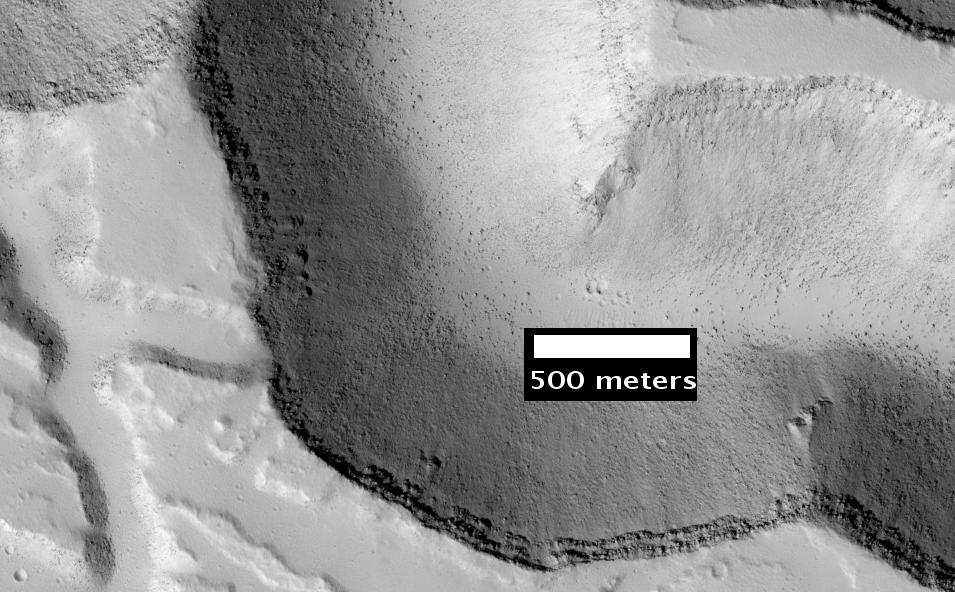
Detalhe do centro da imagem anterior, visto pela HiRISE.

## Galeria

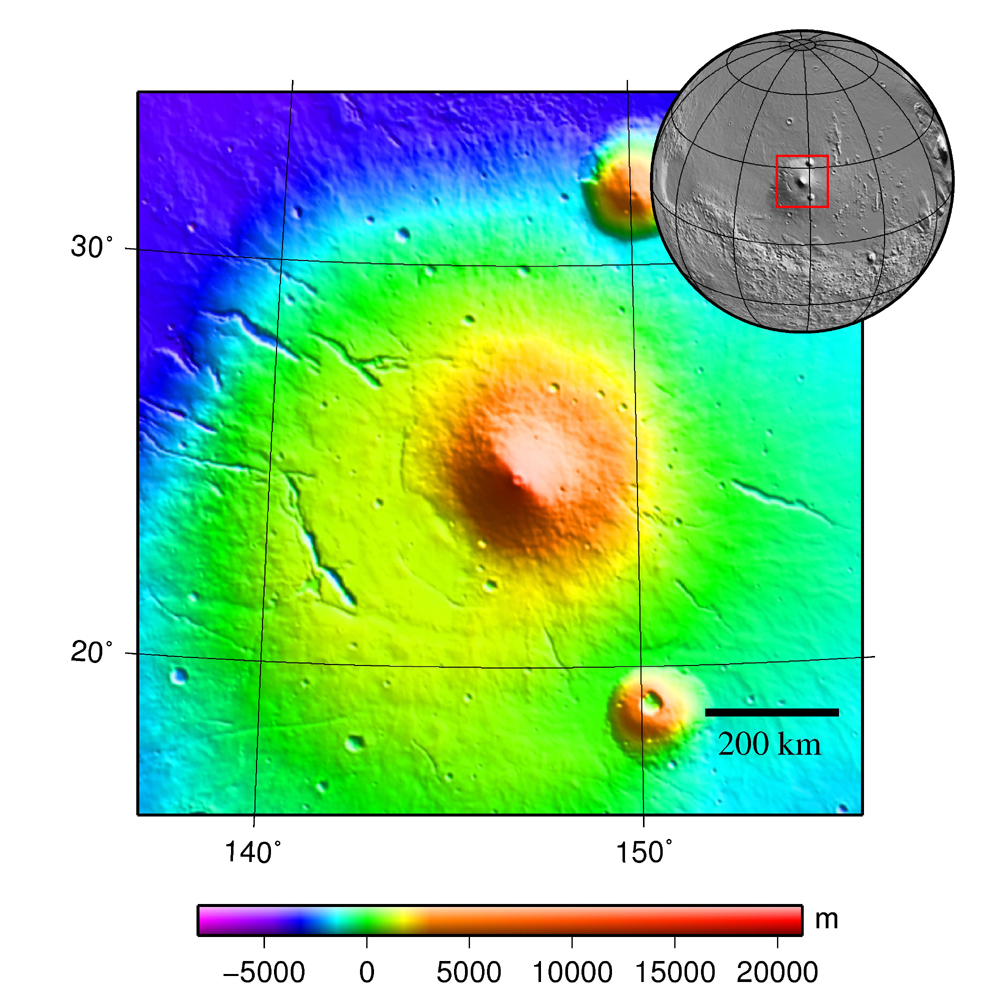
Elysium Mons, imagem capturado utilizando o MOLA. Elevações destacadas em diferentes cores.
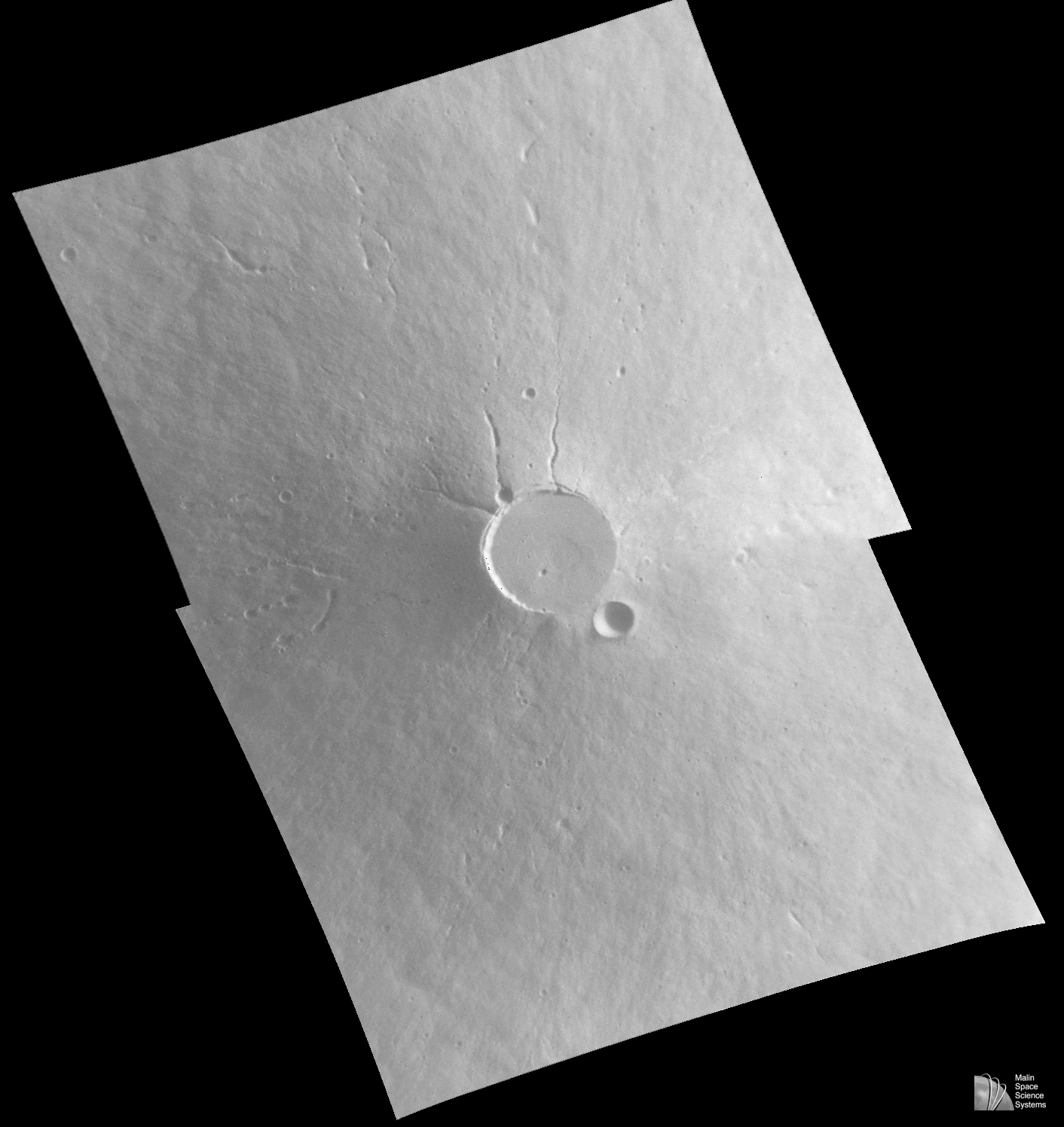
Montagem do Elysium Mons.
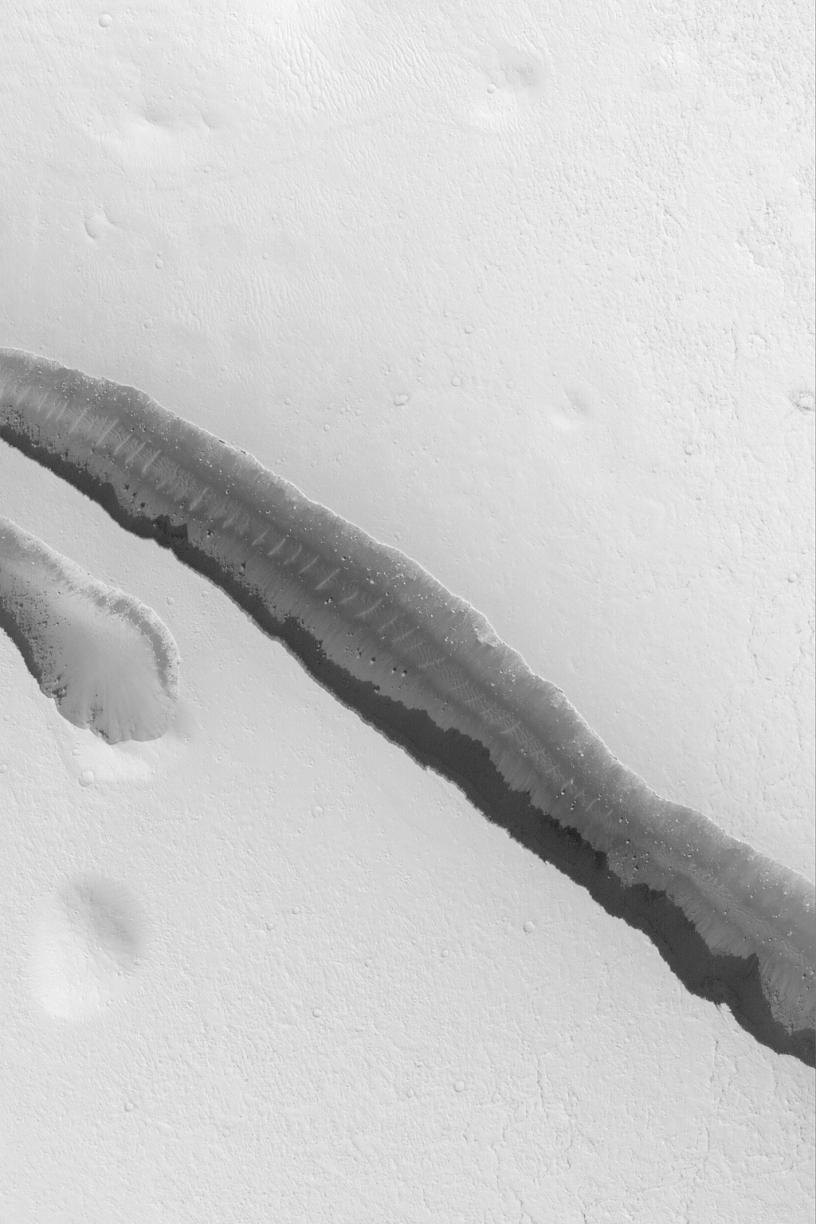
Uma seção de 3 km de Cerberus Fossae, imagem da Mars Global Surveyor.